# 丁若鏞
丁 若鏞（チョン・ヤギョン、てい じゃくよう、1762年 - 1836年）は、李氏朝鮮時代後期の儒学者。いわゆる「実学」運動を集大成した人物であった。
文学・哲学・工学・科学・行政の分野で活動した。字は美庸、号は茶山・俟庵・籜翁・苔叟・紫霞道人・鉄馬山人・門巌逸人。

## 来歴
本貫は全羅南道羅州（羅州丁氏）、生誕は京畿道楊根。南人の学者の家に生まれ育ち、1789年に科挙に合格して官吏となった。西学（カトリック、西洋科学）に関心を持ち、その理解者となった。
自称するところによると、最初はキリスト教の影響を受けたが、1791年に全羅道珍山のキリスト教徒が祖先崇拝を廃止したことが露見して斬首される事件が起きると（珍山事件）、キリスト教から離れたという。兄の丁若鍾は事件後も信仰を守り、1800年に明道会が結成されるとその会長に就任し、またハングルで『主教要旨』2巻を執筆した。これは朝鮮語で書かれた最初のキリスト教教義書だった。
正祖は南人の蔡済恭を奎章閣の提学に任命し、李家煥や丁若鏞などの南人を要職に起用した。
1792年、丁若鏞は正祖に上疏して城制改革を主張した。これに対して正祖は『古今図書集成』に収録されたヨハン・シュレック『奇器図説』を与えて研究させた。水原城建設のため、丁若鏞は「城説」「起重架図説」などを著した。挙重器の作成によって、銭四万緡を節約したという。
正祖の側近であった洪国栄と比べると、野心を持たない穏健な人物であったと伝わる。一方、武術はからっきしであったという評判が専ら。
しかし、1800年に正祖が没すると南人に対する風当たりは再び厳しくなった。1801年にキリスト教弾圧（辛酉教難）が起き、李家煥は獄中で死亡、丁若鍾は大逆罪で刑死、丁若鏞と兄の丁若銓は流刑になった。
丁若鏞は全羅南道康津郡に配流され、18年もの流刑生活を余儀なくされた。しかし、隣の海南郡に母の尹氏の実家があり、丁若鏞は配流中に尹氏の蔵書を利用して研究・著作に専念した。

## 日本の儒学者に対する評価
伊藤仁斎、荻生徂徠、太宰春台のような儒学者を日本が輩出していることについて、丁若鏞はかなり好意的にみている。倭寇や倭乱などで李氏朝鮮にとって大きな脅威であった日本であるが、伊藤仁斎、荻生徂徠、太宰春台の経説をみる限り、議論には不十分なところがあるが文は備わっており、夷狄が制御しがたいのは文がないからで、日本に文が存在する以上、今後は以前のような脅威にはならないであろうという。日本は中国江南から直接良書を購入し、しかも、李氏朝鮮に存在する科挙の弊害がないこともあって、文学は李氏朝鮮をはるかにしのいでいるとまで述べている。

## 著書
丁若鏞は生涯に500巻あまりの著書を残した。その経世思想は「一表二書」と呼ばれる3部の著書に表されている。
- 『経世遺表（朝鮮語版）』は国政改革のプランを示す。
- 『牧民心書（朝鮮語版）』は地方行政について記す。
- 『欽々新書（朝鮮語版）』は司法分野の改善について述べる。

ほかに地理に関する『我邦疆域考』・『大東水経』、医学に関する『麻科会通』、行政改革に関する『田論』・『湯論』、『茶山集』などの著書がある。
日本について記した「日本考」があり、また日本の古学に影響され、伊藤仁斎・荻生徂徠・太宰春台らの説を著書『論語古今注』に引用した。

## 丁若鏞が登場する作品
- 牧民心書 〜実学者チョン・ヤギョンの生涯〜（2000年、KBS）演：キム・ハクスン
- イ・サン（2007年-2008年、MBC）演：ソン・チャンウィ
- チョン・ヤギョン〜李氏朝鮮王朝の事件簿〜（2009年-2010年、OCN）演：パク・チェジョン

## 子孫
- チョン・ヘイン（俳優） - 直系6代目の子孫[13]